# Rajševa
Rajševa (szerbül: Рајшева), település Bosznia-Hercegovinában, a Szerb Köztársaságban, Teslić községben.

## Fekvése
A település Bosznia-Hercegovina középső részének északi szélén, Dobojtól légvonalban 30, közúton 44 km-re délnyugatra, községközpontjától légvonalban 10, közúton 18 km-re délre, a Velika Usora két partján, a Rajševska-patak torkolatánál, 290-450 méteres magasságban található. Rajševo a Teslićből Blatnicába vezető út 17. kilométerénél található. Az Usora folyó partján fekszik, a bal parton a katolikus lakosság, a jobb parton a túlnyomórészt iszlám lakosság él.

## Népessége
| Nemzetiségi csoport | Népesség 1991 | Népesség 2013 |
| ------------------- | ------------- | ------------- |
| Szerb               | 16            | 20            |
| Bosnyák             | 479           | 346           |
| Horvát              | 215           | 9             |
| Jugoszláv           | 32            | 0             |
| Egyéb               | 21            | 0             |
| Összesen            | 763           | 375           |

## Története
A rajševai iszlám közösség ősidők óta létezik. Nincs írásos feljegyzés arról, hogy a Rajševa mikor keletkezett, de az idős helyi muszlimok szerint ez a közösség a háború előtti Doboji régió legrégebbi közösségei közé tartozott. Megemlítik, hogy Rajševa régebbi még Tešanj városánál is, de ez az információ nem írott formában, hanem nemzedékről nemzedékre öröklődő történetek formájában terjed.
A bosnyák és horvát lakosságú település 1878-ig tartozott az Oszmán Birodalomhoz, ekkor a berlini kongresszus határozata alapján az Osztrák-Magyar Monarchia része lett. 1879-ben az első osztrák-magyar népszámlálás során a Tešanji járáshoz és Komušina községhez tartozó településnek 39 háztartása 171 muszlim és 47 római katolikus lakosa volt.  1910-ben a Tesanji járáshoz tartozó településen 56 háztartást, 203 muszlim, 111 római katolikus és 12 ortodox lakost találtak. A monarchia szétesésével 1918-ban előbb a Szerb-Horvát-Szlovén Királyság, majd 1929-től a Jugoszláv Királyság része lett. 1921-ben Rajševa községnek 295 lakosa volt, melyből 160 muszlim, 116 római katolikus horvát, 18 ortodox szerb és 1görög katolikus volt. Az 1929-es törvény értelmében, amikor Bosznia-Hercegovinát négy banovinára, Drinskára, Vrbaskára, Zetskára és Primorskára osztották, a település a Vrbaska banovina része lett, amelynek székhelye Banja Luka volt. 
Jugoszlávia megszállása után a Független Horvát Állam (NDH) része lett. A második világháború után 1992-ig a település a szocialista Jugoszlávia keretében a Bosznia-Hercegovinai Népköztársaság része volt. A boszniai háború során az agresszorok a teljes muszlim és horvát lakosságot elűzték otthonaikból. A daytoni egyezmény aláírása után a település Teslić község részeként a Szerb Köztársaság területéhez került. A Rajševába való visszatérés a 2000-2001 közötti időszakban kezdődött. A házakat humanitárius szervezetek pénzéből újították fel.

## Nevezetességei
Az első mecset Rajševában, amelyről a Teslići telekkönyvi hivatalban található írásos információ, a régi galiješevići famecset volt. A mecsetnek fából készült minaretje volt, és 1890 körül épült. 1967-ben elvégezték a régi mecset újjáépítését, melyhez a korábbi faminaret helyett betonminaret épült. A boszniai háborúban ezt a mecsetet is a földdel egyenlővé tették. A mecset mellett volt egy régi mejtef, amely szintén elpusztult az előző háborúban. A lerombolt mejtef újjáépítésének kezdete 2003, míg a mecset építése 2004 februárjában kezdődött és 2005 szeptemberében fejeződött be. Az újonnan épült mecset megnyitója 2006. augusztus 5-én volt.